# Милорад Б. Протић
Милорад Б. Протић (Београд, 6. септембар 1911 — Београд, 29. октобар 2001) био је српски астроном. Он је био директор Астрономске опсерваторије у Београду и открио је 33 астероида.

## Биографија
Рођен је 6. септембра 1911. године у Београду. Завршио је средњу Техничку школу у Београду (смер машинство), а потом се запослио у Индустрији авио мотора Раковица где је радио као технички цртач све до 1931. године. Од 1932. године ради у Опсерваторији, прво као волонтер, а касније и као стално запослен. Он је био први научник који се 1932. године уселио у београдску Опсерваторију на Звездари, и у њој је остао до краја живота. Од 1935. до 1937. године био је управник рачунарског центра. Када је 1935. године Опсерваторија почела са активностима посматрања директор Војислав Мишковић му је поверио организацију и спровођење редовног посматрања активности Сунчевих пега помоћу Цајсовог астрографа (Zeiss). Резултати посматрања су се редовно слали у Централни биро за соларну активност у Цириху, и тамо су се заједно са резултатима посматрања осталих опсерваторија штампали квартално у часопису Bulletin of Solar Activity.
Био је уредник билтена под називом Bulletin de l’Observatoire astronomique de Belgrade (који је 1992. године преименован у -{Bulletin astronomique
de Belgrade}-, а од 1998. године у Serbian Astronomical Journal).
Године 1936. Протић је у Опсерваторији покренуо Службу посматрања малих планета и Сунца и у наредне две деценије је сам открио 33 астероида, а први астероид који је открио назван је 1564 Србија. Неки од астероида које је открио су и: 
- 1517 Београд, откривен 20. марта 1938. године, назван по Београду
- 1550 Тито, откривен 29. новембра 1937. године, назван према Јосипу Брозу Титу
- 1554 Југославија, откривен 6. септембра 1940. године, назван по Југославији
- 1675 Симонида, откривен 20. марта 1938. године, назван по краљици Симониди, жени средњовековног српског краља Милутина
- 1724 Владимир, откривен 28. фебруара 1932. године, назван по свом унуку
- 2244 Тесла, откривен 22. октобра 1952. године, назван по проналазачу Николи Тесли
- 2348 Мишковић, године, назван 10. јануара 1939. године, назван према Војиславу В. Мишковићу директору Опсерваторије.[2]

Рад у опсерваторији наставио је и током Другог светског рата, а наставио је са радом и после ослобођења Београда 1944. године. Када је дотадашњи директор опсерваторије Мишковић 1946. године поднео оставку, Факултетски савет Универзитета у Београду је поставио Протића за заменика директора. На тој позицији он је успео да изврши реконструкцију ратом разорене Опсерваторије. И поред обавеза око реконструкције Опсерваторије Протић је на захтев Међународне астрономске уније (МАУ) почео са израчунавањем ефемериде за око сто познатих малих планета (1947. године - 98 мале планете, 1948. — 106 и 1949. 106 малих планета). У мају 1948. године директор Опсерваторије постаје Милутин Миланковић, а Протић постаје секретар. На овој функцији Протић остаје до јануара 1949. године.
Милорад Протић је дипломирао Астрономију на Природно-математичком факултету Универзитета у Београду 1951. године.
Од 1952. године Милорад Б. Протић је члан Комисије 20 за мале планете, комете и сателите у оквиру Међународне астрономске уније. У оквиру ове комисије присуствовао је 9. генералној скупштини МАУ 1955. године у Даблину као и 12. скупштини МАУ 1961. године у Хамбургу.
Био је директор Астрономске опсерваторије у Београду од 1956. до 1960. и од 1971. до 1975. године.
Преминуо је 29. октобра 2001. године у Београду.
У част М. Б. Протића, астероид 1983 RT3 који је Анри Дебоњ открио 2. септембра 2001. године је 30. децембра 2001. године добио име 22278 Протић.